# La Aurora (métro de Medellín)
La Aurora est une station de téléphérique à Medellín, en Colombie. Elle est située le long de la ligne J du Metrocable, laquelle couvre les communes 13 (San Javier) et 7 (Robledo) . 